# Escut d'Algímia d'Alfara
L'escut d'Algímia d'Alfara és un símbol representatiu oficial d'Algímia d'Alfara, municipi del País Valencià, a la comarca del Camp de Morvedre. Té el següent blasonament:
| « | Escut quadrilong de punta redona, migpartit i truncat. En el primer quarter, en camp d'atzur, tres bandes d'or. En el segon quarter, en camp d'atzur, cinc flors de lis d'or en sautor. En el tercer quarter, en camp de gules, un llibre obert d'or amb la màxima Timete Deum de sable. Al timbre, corona reial oberta. | » |

## Història
L'escut s'autoritzà per Resolució de 18 de gener de 2002, del conseller de Justícia i Administracions Públiques, publicada en el DOGV núm. 4.193, de 19 de febrer de 2002.
A la part de dalt hi apareixen les armories dels Vallterra, barons de Torres Torres, antics senyors del poble. El llibre és el senyal de sant Vicent Ferrer, patró d'Algímia, representat habitualment amb un llibre obert amb la llegenda «Timete Deum et date illi honorem» (Temeu Déu i doneu-li glória).